# Aequidens plagiozonatus
Aequidens plagiozonatus — вид окунеподібних риб родини цихлові (Cichlidae).

## Опис
Максимальна довжина тіла може досягати 10,3 см.

## Поширення
Він поширений в Південній Америці: басейни Амазонки і Парани.

## Ресурси Інтернету
- AQUATAB.NET [Архівовано 4 березня 2016 у Wayback Machine.]